# السينما الأوكرانية منذ الاستقلال
تتميز السينما الأوكرانية في حقبة الاستقلال بانهيار صناعة السينما في التسعينيات، ومحاولات إعادة بنائها في العقد الأول من القرن الحادي والعشرين منذ إعلان استقلال أوكرانيا بعد استفتاء الاستقلال عام 1991. كانت استوديوهات الأفلام المستقلة، وشركات التوزيع، وشبكة من دور السينما تتطور. في عام 2010 ، كان عدد الأفلام القصيرة في أوكرانيا ينمو بسرعة بسبب تطور التقنيات الرقمية وانخفاض تكاليف الإنتاج. على الرغم من أن صناعة السينما كانت تتكبد خسائر في ذلك الوقت، إلا أن عددًا من الأفلام الأوكرانية كان ناجحًا في المهرجانات السينمائية الدولية.

## سياسة دولة أوكرانيا في مجال التصوير السينمائي
في 5 أغسطس 1988 ، قام البرلمان الأوكراني السوفيتي بتصفية لجنة الدولة للتصوير السينمائي، وترك أوكرانيا بدون هيئة حكومية مسؤولة عن تطوير السينما. بعد حصول أوكرانيا على استقلالها، حاول يوري إلينكو Yuriy Illyenko استعادة مثل هذا الهيكل من خلال إنشاء صندوق الدولة للتصوير السينمائي الأوكراني في أغسطس 1991 ، والذي استمر حتى مايو 1993. استأنف Derzhkino أنشطته فقط في عام 2005 بعد مرسوم من مجلس وزراء أوكرانيا 22 نوفمبر 2005. أصبح حنا شميل أول رئيس لـديرزكينو Derzhkino الجديد.
تمت الموافقة على لائحة سياسة الدولة الأوكرانية الخاصة بالسينما في 13 يناير 1998، عندما اعتمد البرلمان الأوكراني قانون «التصوير السينمائي» الأوكراني. في آذار / مارس 2017، تم اعتماد قانون جديد لأوكرانيا «بشأن دعم الدولة للتصوير السينمائي في أوكرانيا»، والذي بموجبه يمكن للأفلام الوثائقية الأوكرانية والتعليمية والرسوم المتحركة وأفلام الأطفال والمؤلفين والأفلام الأولى التقدم للحصول على تمويل حكومي كامل للإنتاج.

## تاريخ التصوير السينمائي الأوكراني في عصر الاستقلال

### السينما الأوكرانية في التسعينيات
في التسعينيات، بسبب انهيار الاتحاد السوفيتي والأزمة الاقتصادية، بدأت السينما الأوكرانية في التدهور.
انخفض عدد المتفرجين في دور السينما من 552 مليون متفرج في عام 1990 إلى 5 ملايين في عام 1999. وفي نفس الوقت، كان جمهور القنوات التلفزيونية ينمو تدريجياً. انخفض عدد المتظاهرين من 27 في عام 1990 إلى 8 في عام 1999. انخفض عدد الأفلام الطويلة التي تم تصويرها في أوكرانيا سنويًا من 45 في عام 1992 إلى 4 في عام 2000. من بين 136 فيلمًا تم إنتاجها في أوكرانيا في التسعينيات، تم إنتاج 82 فيلمًا في الروسية.
في التسعينيات، بذلت جهود لتسويق السينما الأوكرانية. غالبًا ما كان إنتاج الأفلام يتم بتكليف من كيانات تجارية ورعايته. أثرت هذه الحقيقة على محتوى الأفلام وجعلتها تتمتع بطابع ترفيهي أكثر. اكتسبت الدراما الإجرامية والمغامرة والأفلام الجنسية شعبية.
كان أبرز المخرجين في التسعينيات رادومير فاسيلفسكي، ميكولا زاسييف-رودينكو، أناتولي إيفانوف، هريهوري كوخان، أولكسندر موراتوف، بوريس نيبيريدزي، ألكسندر بولينيكوف، ودميترو توماشبولسكي. أنتجت كيرا موراتوفا ما يصل إلى خمسة أفلام في التسعينيات.
في أوائل التسعينيات، تم تصوير المسلسلات التلفزيونية بنشاط للتلفزيون الأوكراني. Roksolana [uk] (الأوكرانية: «Роксолана»)، إخراج بوريس نيبيريدزي، جزيرة الحب [المملكة المتحدة] (الأوكرانية: «Острів любові»، ترجمة: أوستريف ليوبوفي)، من إخراج أوليه بيما كانت من بين أكثر الأفلام شهرة.

### السينما الأوكرانية في العقد الأول من القرن الحادي والعشرين
في مطلع العقد الأول من القرن الحادي والعشرين، حقق فيلم «بالنار والسيف» (البولندي: "Ogniem i mieczem") للمخرج البولندي جيرزي هوفمان، والذي لعب فيه الممثل الأوكراني بوهدان ستوبكا دور هيتمان بوهدان خميلنيتسكي، نجاحًا كبيرًا. أصبح بوهدان ستوبكا هو الرجل الرئيسي في الشاشة الأوكرانية - كما لعب أدوارًا في المسلسل التاريخي Black Council (الأوكراني: «Чорна рада») لميكولا زاسييف-رودينكو (2000) وفيلم يوري إلينكو صلاة لهتمان مازيبا (الأوكرانية: « Молитва за гетьмана Мазепу ») (2001).
أصبحت الموضوعات التاريخية أيضًا رائدة في أعمال المخرج Oles Yanchuk. خلال التسعينيات والنصف الأول من القرن الحادي والعشرين، قدم أفلامًا مثل المجاعة 33 (الأوكرانية: «Голод-33») (1991) حول المصير المأساوي لعائلة أوكرانية خلال هولودومور، اغتيال. جريمة قتل الخريف في ميونيخ (الأوكرانية: «Атентат –Осіннє вбивство у Мюнхені») (1995)، The Undefeated (الأوكرانية: «Нескорений») (2000) و The Company of Heroes / The Iron Hundred (الأوكرانية: «аний») (2004). كانت محاولة لإيصال اعتقاد شخصي إلى المشاهد بظاهرة جيش المتمردين الأوكراني ومكافحته من وجهة نظر مدير ملتزم، وتقديم سرد أيديولوجي وفقًا للأساليب السوفيتية.
منذ عام 2004، تم إنتاج العديد من الأفلام عن الثورة البرتقالية. تمت تغطية ذلك الوقت في عدة أفلام، على وجه الخصوص: The Orange Sky (الأوكرانية: «Помаранчеве небо») (2006، إخراج Oleksandr Kyryenko)، Stop Revolution / Prorvemos! (الأوكرانية: «Прорвемось!») (2006، إخراج إيفان كرافشيشين)، أورانجيلوف (الأوكرانية: «Оранжлав») (2006، بقلم آلان بادوف).
من بين الأفلام ذات الميزانيات الأكبر في أوائل العقد الأول من القرن الحالي Sappho (الأوكرانية: Сафо) (1.95 مليون دولار).

### السينما الأوكرانية في 2010
حدثت زيادة تدريجية في إنتاج الأفلام في أوكرانيا في عام 2010. نظرًا لتطور التكنولوجيا وخفض التكلفة وطلب الجمهور لمنتجات الأفلام المحلية (خاصة بعد ثورة الكرامة)، زاد عدد الأفلام بشكل كبير. [1] [2] جاء جيل جديد من صانعي الأفلام إلى السينما الأوكرانية. تظهر المشاريع الجماعية للمخرجين الأوكرانيين: المتسكعون. أرابيسك (الأوكرانية: «Мудаки. Арабески»)، أوكرانيا، وداعا! (الأوكرانية: «Україно ، وداعا»)، Babylon'13 (الأوكرانية: «Вавилон’13»).
أصبحت مهرجانات الأفلام الأوكرانية، ولا سيما «مولوديست»، ومهرجان أوديسا السينمائي الدولي، و Docudays UA ، و Wiz-Art ، و "Open Night"، و "86" من المشاركين المهمين في عملية التصوير السينمائي.
يشهد توزيع الأفلام الأوكرانية نجاحًا متزايدًا. أكثر الأفلام نجاحًا في دور السينما الأوكرانية هي Forbidden Empire / Viy (الأوكرانية: «Вій») (شباك التذاكر في أوكرانيا 4.9 مليون دولار)، Love in the Big City 3 (الأوكرانية: «Кохання у великому місті 3») (3.1 مليون دولار))، أفضل 8 تواريخ (الأوكرانية: «8 кращих побачень») (3.1 مليون دولار).
كان أحد الأحداث الهامة لسير السينما الأوكرانية هو القانون الجديد «بشأن دعم الدولة للتصوير السينمائي» المعتمد في آذار / مارس 2017، والذي بموجبه يمكن تطبيق الأفلام الوثائقية والتعليمية والرسوم المتحركة وأفلام الأطفال والمخرجين والأفلام الأولى. للحصول على تمويل الدولة الكامل للإنتاج.

## نجاح السينما الأوكرانية في المهرجانات السينمائية الدولية
في عام 2001 فاز تاراس تومينكو بجائزة قسم البانوراما في مهرجان برلين السينمائي.
في عام 2003 ، في المسابقة الرئيسية لنفس برلينالة (مهرجان برلين السينمائي)، حصل فيلم الترام رقم 9 (الأوكراني: «Йшов трамвай 9») للرسام الأوكراني ستيبان كوفال على جائزة الدب الفضي.
في عام 2005 حصل فيلم Wayfarers (الأوكرانية: «Подорожні») للمخرج الأوكراني الشاب إيهور ستريمبيتسكي على السعفة الذهبية في مهرجان كان السينمائي.
في عام 2008 ظهر إيهور بودولتشاك لأول مرة في مهرجان روتردام السينمائي الدولي بفيلم Las Meninas. فيما بعد، شارك الفيلم في 27 مهرجانًا سينمائيًا دوليًا، و 10 برامج منافسة والاختيارات الرسمية. في عام 2012، صدر فيلمه الثاني Delirium الطويل. يعتبر كل من أفلام بودولتشاك مثالين حيين على الفن الفني في السينما الأوكرانية من قبل النقاد.
في عام 2011 ، حصلت مارينا فرودا على السعفة الذهبية في مهرجان كان السينمائي عن فيلم قصير عبر الضاحية (الأوكرانية: «Кросс»).
في عام 2009 ، تم ترشيح فيلم Myroslav Slaboshpytsky الثاني القصير، التشخيص (الأوكرانية: «Діагноз»)، إلى القائمة المختصرة لمهرجان برلين السينمائي. في فبراير 2010، دخل العمل القصير الجديد لـ Slaboshpytskyi Deafness (الأوكرانية: «Глухота») في برنامج مسابقة Berlinale (مهرجان برلين السينمائي).
في عام 2012 ، تم تصوير فيلم Myroslav Slaboshpytsky ، ومدته 23 دقيقة، نفايات نووية (الأوكرانية: «Ядерні відходи»)، كجزء من أوكرانيا، وداعا! حصل المشروع (الأوكراني: «Україно ، وداعا!»)، على جائزة الفهد الفضي في برنامج ليوبارد أوف ذا فيوتشر في مهرجان لوكارنو السينمائي الدولي.
في عام 2014 ، شارك فيلم Myroslav Slaboshpytsky الروائي The Tribe (الأوكرانية: «Плем'я») في مسابقة أسبوع النقاد في مهرجان كان السينمائي وحصل على ثلاث جوائز في آن واحد - جائزة مؤسسة غان وجائزة ديسكفري والجائزة الكبرى.
في عام 2017 في القسم الموازي للجيل 14plus من برلينالة، فازت المدرسة السينمائية رقم 3 (الأوكرانية: «Школа №3») للمخرج جورج جينو وليزا سميث بالجائزة الكبرى. وحصل المخرج السلوفاكي بيتر ببياك على جائزة أفضل مخرج عن الفيلم الأوكراني السلوفاكي بوردر (الأوكرانية: «Межа») في مهرجان كارلوفي فاري السينمائي.
في عام 2018 فاز دونباس (الأوكراني: «Донбасс») لسيرهي لوزنيتسيا بجائزة أفضل عمل إخراجي في البرنامج الخاص لمهرجان كان السينمائي.
في عام 2019 ، فاز فيلم أنطونيو لوكيتش «أفكاري صامتة» (الأوكرانية: «Мої думки тихі») بجائزة لجنة التحكيم الخاصة في مهرجان كارلوفي فاري السينمائي الدولي الرابع والخمسين.
في عام 2020 ، حصل الفيلم الوثائقي الكامل The Earth Is Blue as a Orange (الأوكرانية: «Земля блакитна، ніби апельсин») من إخراج إيرينا تسيليك على جائزة أفضل مخرج في مهرجان صندانس السينمائي.